# Focke-Wulf A 33
Focke-Wulf A 33 "Sperber" (Krahujec) byl lehký dopravní letoun, který byl vyráběn od roku 1930 ve společností Focke-Wulf-Flugzeugbau AG v Brémách.

## Vznik a vývoj
Projekt A 33 navrhl pro Focke-Wulf v roce 1930 vedoucí konstrukčního oddělení Paul Klages na vlastní odpovědnost a bez oficiální smlouvy. Jako pohon byl použit československý hvězdicový vzduchem chlazený devítiválcový motor Walter Mars (1929). Cílovou skupinou měly být spíše menší letecké společnosti, u kterých letoun měl být použit jako „letecké taxi“, pro příležitostnou dopravu jednotlivých osob nebo společností do míst, která leží mimo hlavní letecké trasy popř. jako obchodní a cestovní letadlo.
Podle citovaných zdrojů to bylo dobré letadlo, ale přišlo na trh v naprosto nevhodnou dobu, do vrcholící světové hospodářské krize. Letecké společnosti ovlivněny i tehdejší německou hyperinflací nebyly schopny uplatnit tento způsob dopravy. I z těchto důvodů byla vyrobena pouze tři letadla s továrními čísly 91, 97 a 115. Letouny mezi květnem 1930 a srpnem 1931 byly imatrikulovány v Německu jako D-1851, D-1931 a D-2153.

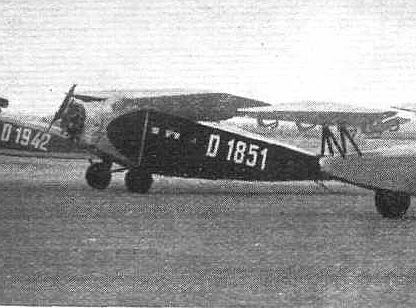
Focke-Wulf A 33 Sperber

## Popis
Byl to hornokřídlý konzolový jednoplošník konvenčního designu připomínající zmenšenou verzi ve stejném období vyráběného letounu Focke-Wulf A 32.
Letoun A 33 byl proveden dle obvyklého způsobu továrny Focke-Wulf ve smíšené konstrukci s použitím dřeva na křídla a výškový stabilizátor. Křídlo, které mělo typický tvar Focke-Wulf (forma Zanonia), bylo postaveno výhradně ze dřeva. U konstrukce křídla celá střední partie byla asi ve druhé čtvrtině profilu vytvořena jako mohutný skříňový nosník se čtyřmi rohovými podélníky ze smrku a silnými dýhovými stěnami. Vpředu a vzadu se na nosník připojovaly části žeber, které doplňovaly profil. Přední část před nosníkem byla kryta dýhou, zadní byla potažena plátnem.
Ostatní části, trup, podvozek, kormidla atd. byly svařeny z ocelových trubek. Potah vyjma dýhované přední části nosné plochy křídla byl plátěný. Trup obdélníkového průřezu byl tvořen svařovanou ocelovou konstrukcí z trubek a s potahem překližkou kolem kabiny a látkou na zádi. Výšková stabilizační plocha, vyrobená ze dřeva a kryta dýhou, nebyla řiditelná. Její zadní nosník byl vyztužen lany ke kýlové ploše а k trupu. Kýlová plocha, jakož i směrové a výškové kormidlo byly svařeny z ocelových trubek a potaženy plátnem. Tuhý beznápravový podvozek byl tvořen vzpěrami k trupu a ke spodní straně nosníku křídla. Byl odpérován gumovými provazci. Pod zadní částí trupu byla klasická, otočná ostruha, z vnitřku trupu rovněž odpérována gumovými provazci.
Kokpit pro pilota byl umístěn před přední hranou křídla, nad a za motorem, a byl oddělen od motoru ohnivzdornou přepážkou. Za kokpitem byla kabina pro tři cestující. Motorové lože bylo z trubkové, svařované konstrukce, k níž byl motor přišroubován přímo, bez ložného kruhu. Gumové konické vložky mezi motorem a ložem tlumily vibrace motoru. Příď letounu byla v oblasti motoru pokryta snímatelnými hliníkovými plechy. Dvě palivové nádrže o celkovém objemu 140 litrů benzínu byly uloženy ve střední části nosné plochy; palivo přitékalo k motoru gravitačním spádem. Olejová nádržka o objemu 15 litrů byla zavěšena v trupu za motorem.

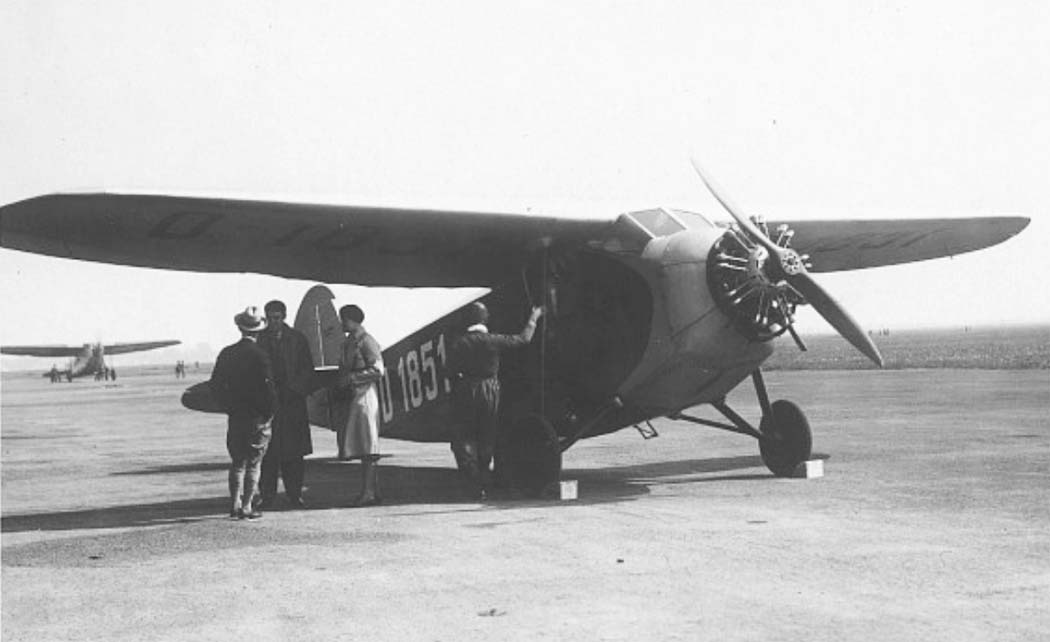
Focke-Wulf A 33 (Letectví, červenec 1930)

## Použití
V letech 1930–1931 byly postaveny tři stroje Focke-Wulf A 33 Sperber (D-1851, D-1931, D-2153), které byly provozovány jako aerotaxi soukromými leteckými společnosti. První z nich byl prodán s imatrikulací D-1851 z května 1930 společnosti Norddeutsche Luftverkehr AG z Brém a poslední D-1931, imatrikulovaný až v červenci 1933, byl dodán Luftverkehrsgesellschaft GmbH Wilhelmshaven-Rüstringen. V roce 1937 letoun D-1931 se s novou imatrikulací D-ONUT nakrátko připojil k flotile Deutsche Luft Hansa, ale příští rok byl vyřazen z provozu.
Druhý letoun s imatrikulací D-2153 ze 7. září 1931 byl prodán Baubehorde Hamburg Abt. Vermessungsgewesen a byl natřen červenou barvou. V roce 1935 získal imatrikulaci D-OJAX a modrý nátěr, protože Hermann Göring si vyhradil, že pouze on by měl mít červený stroj.

## Uživatelé
- Německo
  - Norddeutsche Luftverkehr AG (D-1851)
  - Luftverkehrsgesellschaft Wilhelmshaven-Rüstringen (D-1931), později Luft Hansa (D-ONUT)
  - Baubehorde Hamburg Abt. Vermessungsgewesen (D-2153), později D-OJAX

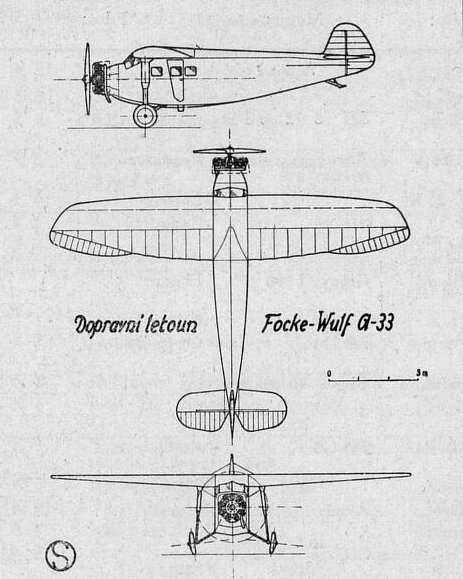
Focke-Wulf A 33, třípohledová skica (Letectví, červenec 1930)

## Specifikace
Údaje podle

### Technické údaje
- Posádka: 1 pilot
- Kapacita: 3 cestující
- Rozpětí: 12,00 m
- Délka: 9,65 m
- Výška: 3,00 m
- Nosná plocha: 22,0 m2
- Plošné zatížení: 50,9 kg/m2
- Hmotnost prázdného letounu: 670 kg
- Celková hmotnost za letu: 1 120 kg
- Pohonná jednotka: hvězdicový vzduchem chlazený devítiválcový motor Walter Mars
  - vzletový, maximální: 155 k (115,6 kW) při 1800 ot/min
  - jmenovitý, nominální: 145 k (107 kW) při 1750 ot/min
- Vrtule: dvoulistá, dřevěná s pevným nastavením

### Výkony
- Maximální rychlost: 165 km/h
- Cestovní rychlost: 145 km/h
- Minimální rychlost: 75 km/h
- Dolet: 550 km
- Dostup: 3 000 m
- Stoupavost: na 1000 m 8 minut